# Verlegenheit
Verlegenheit bezeichnet eine Gemütsbewegung, die mit Befangenheit und Unsicherheit einhergeht und in der Regel aus einer fehlenden Handlungskompetenz oder einem Eingriff in die Intimsphäre resultiert. Der Begriff tritt in der Literatur häufig im Zusammenhang mit Schamgefühl und Peinlichkeit auf.
Weiterhin meint Verlegenheit auch die situativen Umstände, die die emotionale Befindlichkeit auslösen und die als unangenehm wahrgenommen werden wie öffentliche Beschimpfung, Bloßstellung, Fauxpas in Gesellschaft. Der Betroffene glaubt dann, „sein Gesicht zu verlieren“. Die umgangssprachlichen Ausdrücke „jemandem aus einer Verlegenheit helfen“ und „jemanden in eine Verlegenheit bringen“ können sich auch auf finanzielle Nöte beziehen oder sexuelle Komponenten aufweisen.

## Etymologie
Das Adjektiv verlegen für ‚befangen, beschämt, verwirrt, unsicher‘ entstand in der heutigen Bedeutung im 18. Jahrhundert aus dem Althochdeutschen firlegan ‚schwerfällig, träge, ehebrecherisch‘, mhd. auch verlegen ‚durch zu langes Liegen, durch Nichtstun, durch Tändelei in Trägheit versunken, verdorben‘, zum ahd. firliggen ‚Ehebruch treiben‘ im 8. Jahrhundert, mhd. verligen ‚durch Liegen Schaden nehmen, durch zu langes Liegen in Untätigkeit, Trägheit versinken, erschlaffen, untauglich werden‘. Die Bedeutungsentwicklung führte von ‚untätig‘ über ‚ratlos, unschlüssig‘ zu ‚befangen, beschämt‘, wovon sich im 18. Jahrhundert Verlegenheit (mhd. verlegenheit ‚schimpfliche Untätigkeit, Trägheit‘) für ‚Befangenheit, Verwirrung, Unsicherheit, unangenehme, schwierige Lage‘ ableitete.
Adelung bezeichnete 1801 Verlegenheit als Zustand „da man verlegen ist, eine Schwierigkeit nicht zu überwinden, sich nicht zu helfen weiß“. Pierer’s Universal-Lexikon definierte 1864 Verlegenheit wie folgend:

„1. der aus der Ungewißheit, wie man in einem gegebenen Falle handeln u. sich benehmen soll, hervorgehende, mit einem lästigen, bisweilen bis zum Seelenschmerz sich steigernden Gefühl von Unsicherheit u. Befangenheit verbundene Zustand; 2. ein Umstand, ein Ereigniß, welches Jemand verlegen macht […].“

Der Duden definiert verlegen  heute als „in einer peinlichen, unangenehmen Situation nicht so recht wissend, wie man sich verhalten soll; Unsicherheit und eine Art von Hilflosigkeit ausdrückend“, bezeichnet den Bedeutungswandel „von ‚untätig‘ über ‚unschlüssig, ratlos‘“ und nennt als Synonym unter anderem auch schüchtern.

## Psychologie

### Begriffsabgrenzungen
Verlegenheit, Peinlichkeit und Scham werden teilweise synonym verwendet, wobei ein Unterscheidungsmerkmal in der Intensität der Gefühle liegen könnte. Scham kann nicht ohne Peinlichkeit und Verlegenheit auftreten, letztere aber ohne Scham.

#### Abgrenzung zu „Scham“
Verlegenheit kann aus Sicht von Emotionsforschern wie Paul Ekman zur Emotionsfamilie „Scham“ gezählt werden. Das bedeutet, dass Verlegenheit eine Variation von Scham darstellt. Während Scham durchgestanden werden muss, zeigt Verlegenheit einen Weg auf, mit dieser Situation umzugehen. Wird beispielsweise ein Kind beim heimlichen Schokoladeessen mit verschmierten Händen von den Eltern erwischt, kann es sich die Hände waschen.
Der amerikanische Psychologe David Buss zählt Verlegenheit und Scham zu den sogenannten sozialen Ängsten. Verlegenheit tritt dann auf, wenn eine Person glaubt, einen sozialen Fehler begangen zu haben, der in der Öffentlichkeit bemerkt wurde, wie beispielsweise unpassend zu einem Schulfest gekleidet zu sein. Scham entsteht bei eigenem Fehlverhalten in Form einer Normverletzung oder Nichterfüllung einer Erwartung, zum Beispiel beim Klauen erwischt zu werden.
Verlegenheit und Scham lassen sich weiterhin in ihrer Genese unterscheiden: Während Verlegenheit eher als „vorausschauend“ gilt, wird Scham tendenziell als „zurückblickend“ charakterisiert.
Der Psychologe Jonathan Haidt zählt Verlegenheit wie Scham zur Gruppe der moralischen Emotionen mit dominanzhierachischer Funktionalität, wobei die Scham tiefer geht. Er stellte die These auf, dass Verlegenheit dazu dient, Unterwerfung und Besänftigung zu fördern. Er beobachtete, dass Verlegenheit in der Regel in der Gegenwart von ranghöheren Menschen auftritt, selten gegenüber Personen mit niedrigerem Status.

#### Abgrenzung zu „Peinlichkeit“
Während von der sprachgeschichtlichen Bedeutung her Peinlichkeit eher mit den mittelalterlichen Inquisitionsritualen assoziiert wird, die als qualvoll, schmerzhaft und als öffentliche Bloßstellung beschrieben werden, und Scham ein negatives, sittliches Werturteil anderer voraussetzt, fehlt bei Verlegenheit aufgrund der subjektiven Bewertung die eindeutig negative Besetzung.

### Entwicklungspsychologische Entstehung
Körpersprachliche Indikatoren von Verlegenheit lassen sich entwicklungspsychologisch bei Kindern gegen Ende des zweiten Lebensjahres beobachten. Nach dem Stufenmodell der psychosozialen Entwicklung von Erik H. Erikson befindet sich das Kind im Kleinkindalter. Zu der Zeit begreift es sich als separates Individuum und es hat bereits ein Ichbewusstsein entwickelt.

### Körpersprache
Von der Körpersprache her betrachtet lässt sich Scham aufgrund des nahezu identischen Gesichtsausdrucks und körperlichen Reaktionsschemas in die Emotionsfamilie Trauer einordnen, nicht aber Verlegenheit.
Es gibt eine Reihe von nonverbalen Signalen, die bei Verlegenheit einzeln oder in Kombination beobachtet werden können:
- Es erfolgt ein Wechsel aus Hin- und Wegschauen oder Senken des Blicks nach (meist seitlich links) unten. Ursache der Blickrichtung könnte Studien zufolge darin liegen, dass die rechte Gehirnhemisphäre aktiviert wird, die bei negativen Gefühlen mit dem Wunsch zu fliehen assoziiert wird.[16]
- Dem Blick des Gegenübers wird ausgewichen; oft ist dies mit einem Lächeln verbunden.
- Der Kopf wird schräg geneigt bzw. gedreht.
- Die Lippen werden zusammengepresst, um ein Lächeln zu unterdrücken.
- Das Gesicht wird mit den Händen berührt, bedeckt oder verdeckt.

Der Ausdruck der Verlegenheit sollte mindestens fünf Sekunden andauern. Der verbale Ausdruck ist häufig gekennzeichnet durch ein Stocken des Redeflusses, Schlucken, Räuspern, Stottern, Äußern von Verzögerungslauten, gepaart mit Erröten.

### Situative Auslöser
Auslöser („Trigger“) von Verlegenheit sind im Wesentlichen durch Verletzungen von sozialen Konventionen gekennzeichnet. Verstärkt wird dies durch Akte der Beschämung durch andere Menschen: Gesten der Rangverminderung, Relevanzmissachtung, Distanzlosigkeiten und Grenzüberschreitungen, deren Opfer jemand wird. Hieraus resultiert der Wunsch sich zu verstecken. Die soziale Präsenz sinkt. Dies lässt sich auch aus Berichten von Heimkindern herauslesen.
Der Psychologie-Professor John Sabini unterscheidet drei situative Haupttrigger für Verlegenheit:
1. Benimm-Ausrutscher wie Aufstoßen während eines Geschäftsessens,
2. Plötzlich im Mittelpunkt stehen wie spontane Darbietung eines Geburtstagsständchens oder (vermeintlich unverdientes) Lob und
3. Heikle Situation wie ein selbstverschuldeter Misserfolg.

Hier ist die Anwesenheit von mindestens einer anderen Person erforderlich. Ein Schamgefühl kann hingegen auch unabhängig von weiteren Menschen entstehen.
Ob eine Alltagssituation Verlegenheit auslöst oder nicht, hängt von der subjektiven Bewertung desjenigen ab, der sich in dieser Situation befindet. Auslöser von Verlegenheit können ebenso (vermeintlich unverdientes) Lob oder Komplimente sein, sofern hiermit vom Gesprächspartner (bewusst oder unbewusst) ein latent vorhandenes Bewusstsein eigener Mängel angesprochen wird. Die Angst vor einer Verlegenheit auslösenden Situation kann zu Vermeidungsstrategien bis hin zur Gesundheitsgefährdung führen.